# Naujoji Vilnia

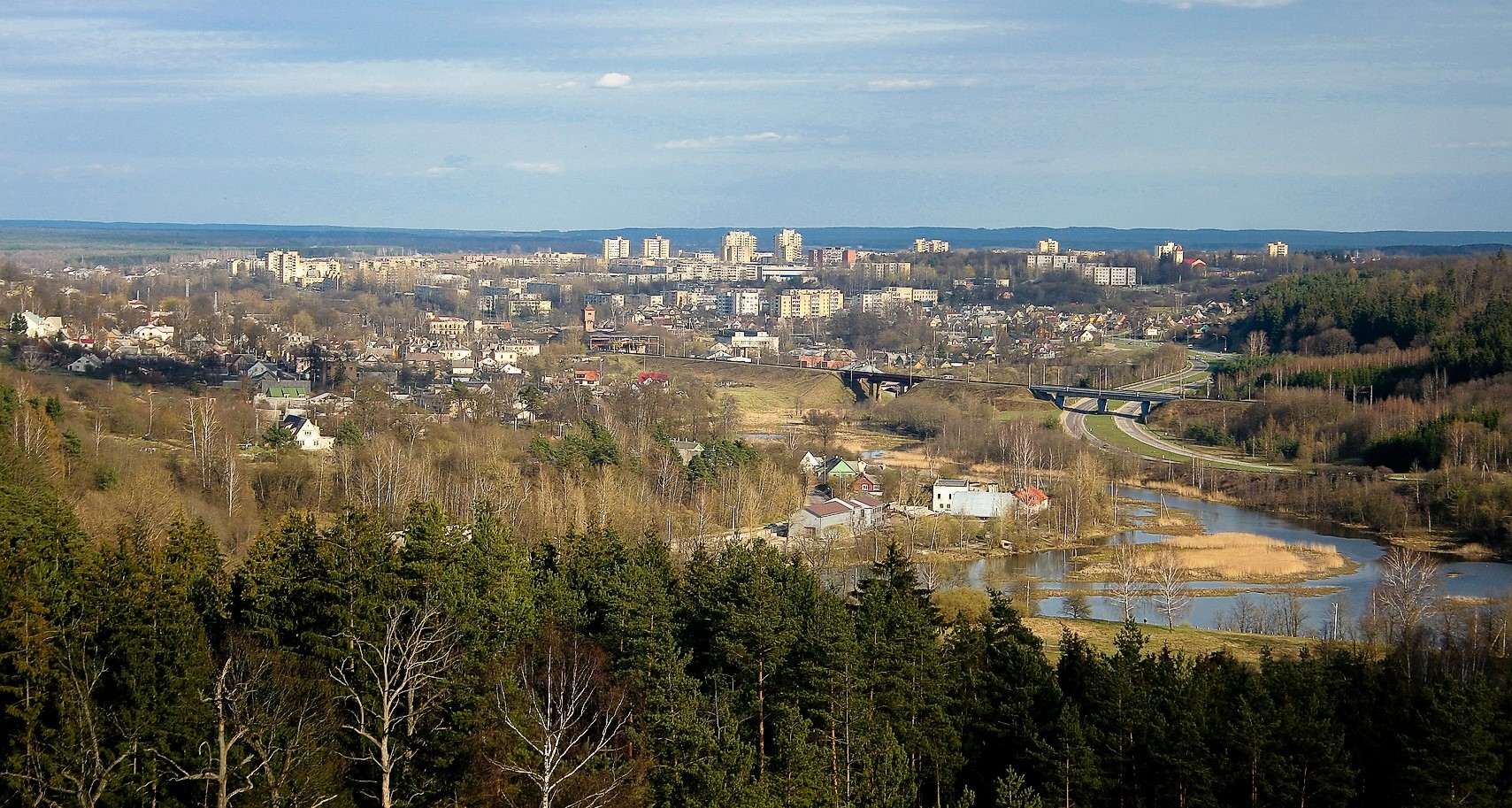
Panorama

Naujoji Vilnia (deutsch Neu-Wilna, polnisch Nowa Wilejka) ist ein Stadtteil von Vilnius, der östlich der Innenstadt liegt. Eine S-Bahn vom Bahnhof Naujoji Vilnia verbindet ihn mit der Innenstadt (Bahnhof Vilnius). In Naujoji Vilnia gibt es zwei katholische Kirchen (Kazimieras-Kirche, Maria-Friedenskönigin-Kirche) und die orthodoxe (St.-Peter-und-Paul-Kirche), den Friedhof Rokantiškės und den Kriegsgefangenenfriedhof Naujoji Vilnia, den Park Naujoji Vilnia sowie die Wallburg Rokantiškės. Es gab einige große Unternehmen (AB Neris, AB Žalgiris, Statybos apdailos mašinos). Seit 1884 nahm Emil Possehl mit seinem Handelshaus in Stahlhandel die Rolle eines Produzenten ein. Er hatte schwedischen Stahl an die Hufnagelfabrik Wiszwiansky & Schereschewsky in Wilejka bei Wilna geliefert. Als den Zahlungsforderungen nicht mehr nachkommen konnten, bot sie Possehl Anteile zur Übernahme der Fabrik an. Es wurde die Russisch-deutsche Patenthufnagelfabrik Wilejskaja.  Ab 1958 befand sich hier die Pädagogische Schule Vilnius.

## Einrichtungen

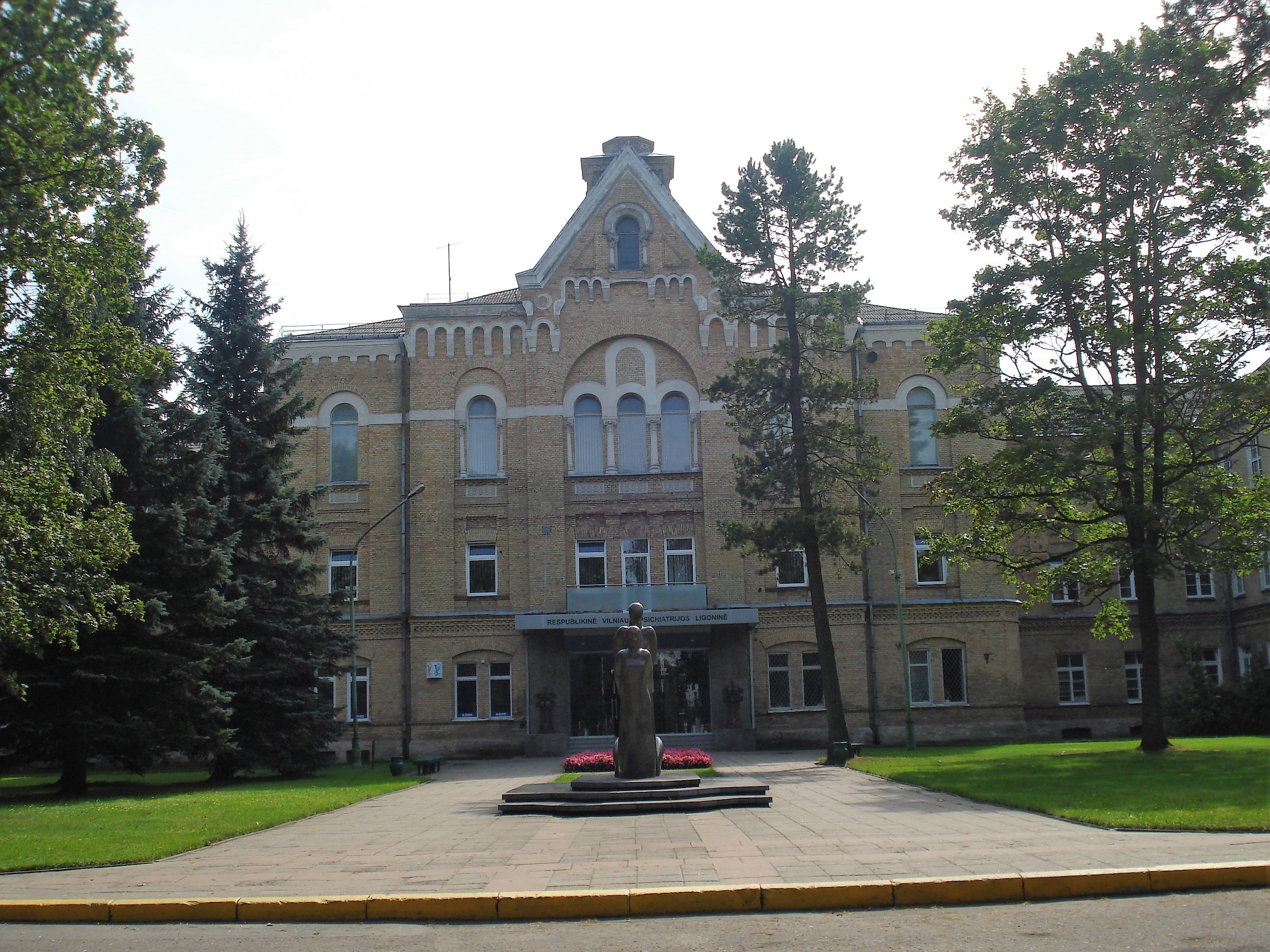
Psychiatrische Republikklinik Vilnius

In Naujoji Vilnia gibt es 2 Bibliotheken, ein Kulturzentrum, eine Musikschule, eine Kunstschule, 2 Stadien, eine Post, eine Buchhandlung („Vaga“), eine Fakultät des Kollegium Vilnius, das „Laisvės“-Gymnasium, 3 Mittelschulen, 2 Grundschulen, 2 Hauptschulen, die Psychiatrische Republikklinik Vilnius, das Gerichtspsychiatrieamt am Gesundheitsministerium Litauens. Hier hatte das 4. Stadtkreisgericht Vilnius früher seinen Sitz.

## Sport
- Altstadion Naujoji Vilnia
- Stadion Naujoji Vilnia